# 中华人民共和国羁押场所列表
本表列出中华人民共和国当前的主要羁押场所，包括监狱（含未成年犯管教所、监狱医院等）、强制隔离戒毒所、安康医院等机构。本列表未包含看守所、拘留所、勞改農場或指定居所监视居住場地等設施。
中国内地政府部門的公開命名方式一般为：直属省、自治区、直辖市监狱管理局、戒毒管理局等者，其名称均带有该省、自治区、直辖市名称；直属地区、地级市、自治州、盟等的司法局等者，其名称均不带省、自治区、直辖市名称。香港特别行政区、澳门特别行政区的關聯設施情况，可見本文。

## 类别

### 刑罚执行场所
监狱是根据1994年12月29日施行的《中华人民共和国监狱法》等法律法规而建立的国家的刑罚执行机关。该法第二条规定，“监狱是国家的刑罚执行机关。依照刑法和刑事诉讼法的规定，被判处死刑缓期二年执行、无期徒刑、有期徒刑的罪犯，在监狱内执行刑罚。”部分监狱设监狱医院。有的已经改制为监狱，一般称新康监狱。根据司法部部长吴爱英2012年4月25日在十一届全国人大常委会第二十六次会议上所作的《国务院关于监狱法实施和监狱工作情况的报告》显示，全国共有监狱681所，监狱人民警察30万人，在押犯164万人。
未成年犯管教所是根据1994年12月29日施行的《中华人民共和国监狱法》、1999年12月18日公布施行的《未成年犯管教所管理规定》等法律法规建立的国家的刑罚执行机关。《未成年犯管教所管理规定》第二条规定，“未成年犯管教所是监狱的一种类型，是国家的刑罚执行机关。由人民法院依法判处有期徒刑、无期徒刑未满十八周岁的罪犯应当在未成年犯管教所执行刑罚、接受教育改造。”

### 行政强制措施执行场所
强制隔离戒毒所是根据2008年6月1日起施行的《中华人民共和国禁毒法》等法律法规而建立的强制隔离戒毒场所
安康医院是根据1988年1月29日中华人民共和国公安部印发的《全国公安机关第一次精神病管治工作会议纪要》（公发〔1988〕5号）及2004年9月20日中华人民共和国国务院（国办发〔2004〕71号）转发的卫生部、教育部、公安部、民政部、司法部、财政部、中国残联《关于进一步加强精神卫生工作指导意见的通知》等文件建立的精神病人强制医疗及监管场所。安康医院名称前一般带有所属公安厅、局名称，但也有例外。
戒毒康复中心等是根据《中华人民共和国禁毒法》第四十九条由县级以上地方各级人民政府开办的戒毒康复场所或社会力量依法开办的公益性戒毒康复场所。由于县级以上地方各级人民政府开办的戒毒康复中心大量设于劳动教养管理所、强制隔离戒毒所等机构中，或采用一个机构多块牌子等形式，且其中有的还负担着强制隔离戒毒任务，故也一并收入本表。但须注意其主要承担的仍是戒毒康复工作，不属于强制隔离戒毒。社会力量依法开办的公益性戒毒康复场所则不列入。

## 列表

### 中央部属

#### 公安部
- 秦城监狱（公安部直属，公安部监所管理局管理）

#### 司法部
- 燕城监狱（司法部直属，司法部监狱管理局管理）

#### 中央军委政法委员会军事监狱
驻五大战区军事监狱
- 中国人民武装警察部队第一军事监狱
- 中国人民武装警察部队第二军事监狱
- 中国人民武装警察部队第三军事监狱
- 中国人民武装警察部队第四军事监狱
- 中国人民武装警察部队第五军事监狱

### 北京市

#### 北京市司法局
北京市监狱管理局
北京市设有9个押犯单位（包括1个未成年犯管教所，1个市监狱管理局分局，7个监狱）。
- 北京市监狱
- 北京市第二监狱
- 北京市延庆监狱
- 北京市良乡监狱
- 北京市女子监狱
- 北京市未成年犯管教所
- 北京市监狱管理局中心医院（加挂北京市新康监狱牌子）
- 北京市外地罪犯遣送处（又称北京市天河监狱）
- 北京市监狱管理局清河分局
  - 北京市监狱管理局清河分局柳林监狱
  - 北京市监狱管理局清河分局金钟监狱
  - 北京市监狱管理局清河分局前进监狱
  - 北京市监狱管理局清河分局潮白监狱
  - 北京市监狱管理局清河分局清园监狱
  - 北京市监狱管理局清河分局垦华监狱
  - 北京市监狱管理局清河分局医院

北京市教育矫治局
北京市设有3个强制隔离戒毒所，3个教育矫治所。
- 北京市新河强制隔离戒毒所
- 北京市天堂河强制隔离戒毒所
- 北京市女子强制隔离戒毒所
- 北京市双河教育矫治所
- 北京市新安教育矫治所
- 北京市团河教育矫治所

#### 北京市公安局
- 北京市公安局强制治疗管理处（北京市安康医院）

### 天津市

#### 天津市司法局
天津市监狱管理局
天津市设有12个押犯单位（包括11个监狱，1个未成年犯管教所）。
- 天津市监狱
- 天津市河西监狱
- 天津市杨柳青监狱
- 天津市梨园监狱
- 天津市滨海监狱
- 天津市李港监狱
- 天津市港北监狱
- 天津市津西监狱
- 天津市女子监狱
- 天津市长泰监狱
- 天津市未成年犯管教所
- 天津市康宁监狱（天津市新生医院）

天津市戒毒管理局
天津市设有5个强制隔离戒毒所，3个教育矫治所。
- 天津市青泊洼强制隔离戒毒所（天津市青泊洼戒毒康复所）
- 天津市板桥强制隔离戒毒所
- 天津市女子强制隔离戒毒所
- 天津市港南强制隔离戒毒所
- 天津市梅江强制隔离戒毒所
- 天津市双口教育矫治所
- 天津市滨海教育矫治所
- 天津市渔山教育矫治所[3]

#### 天津市公安局
- 天津市强制隔离戒毒所（设于天津市公安局安康医院）
- 天津市公安局安康医院

### 河北省

#### 河北省司法厅
河北省监狱管理局
河北省设有29个押犯单位（包括28个监狱，1个未成年犯管教所）。
- 河北省石家庄监狱
  - 河北省石家庄监狱中心医院
- 河北省上板城监狱
- 河北省保定监狱
- 河北省深州监狱
- 河北省承德监狱

冀东分局
- 冀东第一监狱
- 冀东第二监狱
- 冀东第四监狱
- 冀东第五监狱
- 冀东第八监狱
- 河北省隆尧监狱
- 河北省鹿泉监狱
- 河北省邢台监狱
- 河北省唐山监狱
- 河北省太行监狱
- 河北省沙河监狱
- 河北省沽源监狱
- 河北省定州监狱
- 河北省涿鹿监狱
- 河北省漳河监狱
- 河北省衡水监狱
- 河北省冀中监狱
- 河北省沧州监狱
- 河北省沧南监狱
- 河北省邯郸监狱
- 河北省张家口监狱
- 河北省女子监狱
- 河北省未成年犯管教所
- 河北省石家庄出监监狱

河北省戒毒管理局
河北省设有14个强制隔离戒毒所（省属4个，地级市属10个），1个戒毒康复中心。
- 河北省戒毒康复中心
- 河北省保定强制隔离戒毒所
- 河北省高阳强制隔离戒毒所
- 河北省强制隔离戒毒所
- 河北省女子强制隔离戒毒所
- 石家庄市第二强制隔离戒毒所
- 承德市强制隔离戒毒所
- 张家口市强制隔离戒毒所
- 秦皇岛市强制隔离戒毒所
- 唐山市强制隔离戒毒所
- 沧州市强制隔离戒毒所
- 廊坊市强制隔离戒毒所
- 衡水市强制隔离戒毒所
- 邢台市强制隔离戒毒所
- 邯郸市强制隔离戒毒所

#### 河北省公安厅
- 河北省公安厅戒毒康复中心
- 石家庄市公安局强制隔离戒毒所
- 保定市公安局强制隔离戒毒所
- 唐山市公安局强制隔离戒毒所（设于唐山市公安局安康医院）
- 唐山市公安局安康医院

### 山西省

#### 山西省司法厅
山西省监狱管理局
山西省设有21个押犯单位（包括20个监狱，1个未成年犯管教所）。
- 山西省晋中监狱
- 山西省汾阳监狱
- 山西省临汾监狱
- 山西省晋城监狱
- 山西省阳泉第一监狱
- 山西省阳泉第二监狱
- 山西省太原第一监狱
- 山西省太原第二监狱
- 山西省太原第三监狱
- 山西省霍州监狱
- 山西省曲沃监狱
- 山西省永济监狱
- 山西省原平监狱
- 山西省潞城监狱
- 山西省平遥监狱
- 山西省忻州监狱
- 山西省长治监狱
- 山西省大同监狱
- 山西省女子监狱
- 山西省未成年犯管教所
- 山西省监狱中心医院（加挂山西省新康监狱牌子）

山西省戒毒管理局/山西省戒毒管理局
山西省设有13个强制隔离戒毒所（省属8所，地级市属5所）。
- 山西省永济董村强制隔离戒毒所（山西省永济董村强制隔离戒毒所）
- 山西省于乡强制隔离戒毒所（山西省于乡强制隔离戒毒所）
- 山西省大辛庄强制隔离戒毒所（山西省大辛庄强制隔离戒毒所）
- 山西省新店强制隔离戒毒所（山西省新店强制隔离戒毒所）
- 山西省下寨强制隔离戒毒所（山西省下寨强制隔离戒毒所）
- 山西省女子强制隔离戒毒所（山西省女子强制隔离戒毒所）
- 山西省未成年人强制隔离戒毒所（山西省未成年人强制隔离戒毒所）
- 山西省戒毒强制隔离戒毒所（山西省强制隔离戒毒所）
- 太原市强制隔离戒毒所（太原市强制隔离戒毒所）
- 大同市强制隔离戒毒所（大同市强制隔离戒毒所）
- 大同市落阵营强制隔离戒毒所（大同市落阵营强制隔离戒毒所）
- 阳泉市强制隔离戒毒所（阳泉市强制隔离戒毒所）
- 临汾市强制隔离戒毒所（临汾市强制隔离戒毒所）

#### 山西省公安厅
- 山西省公安厅戒毒康复中心
- 太原市公安局强制隔离戒毒所
- 大同市公安局强制隔离戒毒所
- 长治市公安局强制隔离戒毒所
- 晋中市公安局强制隔离戒毒所
- 晋城市公安局强制隔离戒毒所
- 临汾市公安局强制隔离戒毒所
- 吕梁市公安局强制隔离戒毒所
- 阳泉市公安局强制隔离戒毒所
- 忻州市公安局强制隔离戒毒所
- 朔州市公安局强制隔离戒毒所
- 运城市公安局强制隔离戒毒所

### 内蒙古自治区

#### 内蒙古自治区司法厅
内蒙古自治区监狱管理局
- 内蒙古自治区呼和浩特入监队
- 内蒙古自治区呼和浩特第一监狱
- 内蒙古自治区呼和浩特第二监狱
- 内蒙古自治区呼和浩特第三监狱
- 内蒙古自治区呼和浩特第四监狱
- 内蒙古自治区包头监狱
- 内蒙古自治区二道河监狱
- 内蒙古自治区准格尔监狱
- 内蒙古自治区第一女子监狱
- 内蒙古自治区第二女子监狱
- 内蒙古自治区未成年犯管教所
- 内蒙古自治区监狱管理局第一医院
- 内蒙古自治区监狱管理局第二医院
- 内蒙古自治区监狱管理局东部分局
  - 内蒙古自治区新西老弱病残犯管教队
  - 内蒙古自治区保安沼监狱
  - 内蒙古自治区乌塔其监狱
  - 内蒙古自治区乌兰监狱
  - 内蒙古自治区扎兰屯监狱
  - 内蒙古自治区萨拉齐监狱
  - 内蒙古自治区伊金霍洛监狱
  - 内蒙古自治区赤峰监狱

内蒙古自治区戒毒管理局/内蒙古自治区戒毒管理局
- 内蒙古自治区五原强制隔离戒毒所（内蒙古自治区第一强制隔离戒毒所）
- 内蒙古自治区图牧吉强制隔离戒毒所
- 内蒙古自治区海拉尔强制隔离戒毒所（呼伦贝尔市强制隔离戒毒所）
- 内蒙古自治区未成年劳动教养人员管理所
- 内蒙古自治区呼和浩特女子强制隔离戒毒所（内蒙古自治区女子强制隔离戒毒所）
- 呼和浩特市强制隔离戒毒所（呼和浩特市强制隔离戒毒所）
- 赤峰市强制隔离戒毒所（赤峰市强制隔离戒毒所）
- 通辽市强制隔离戒毒所（通辽市强制隔离戒毒所）
- 乌兰察布市强制隔离戒毒所
- 包头市强制隔离戒毒所
- 锡林郭勒盟强制隔离戒毒所
- 乌海市司法强制隔离戒毒所

#### 内蒙古自治区公安厅
- 内蒙古自治区公安厅强制隔离戒毒所（内蒙古自治区公安厅戒毒康复中心）
- 内蒙古自治区公安厅安康医院
- 呼和浩特市公安局强制隔离戒毒所
- 包头市公安局强制隔离戒毒所
- 乌海市公安强制隔离戒毒所
- 鄂尔多斯市公安局强制隔离戒毒所
- 鄂尔多斯市公安局东胜分局强制隔离戒毒所
- 乌兰察布市公安局强制隔离戒毒所
- 兴安盟公安局强制隔离戒毒所
- 阿拉善盟公安局强制隔离戒毒所

### 黑龙江省

#### 黑龙江省司法厅
黑龙江省监狱管理局
黑龙江省设有19个押犯单位（包括18个监狱，1个未成年犯管教所，1个监狱中心医院）。
- 黑龙江省哈尔滨监狱
- 黑龙江省新建监狱
- 黑龙江省牡丹江监狱
- 黑龙江省呼兰监狱
- 黑龙江省北安监狱
- 黑龙江省齐齐哈尔监狱
- 黑龙江省六三监狱
- 黑龙江省老莱监狱
- 黑龙江省香兰监狱
- 黑龙江省双鸭山监狱
- 黑龙江省凤凰山监狱
- 黑龙江省华山监狱
- 黑龙江省佳木斯监狱
- 黑龙江省七台河监狱
- 黑龙江省鸡西监狱
- 黑龙江省泰来监狱
- 黑龙江省松滨监狱
- 黑龙江省女子监狱
- 黑龙江省未成年犯管教所
- 黑龙江省监狱管理局中心医院

黑龙江省戒毒管理局/黑龙江省戒毒管理局
- 黑龙江省花园强制隔离戒毒所
- 黑龙江省一面坡强制隔离戒毒所
- 黑龙江省永安强制隔离戒毒所
- 黑龙江省绥化强制隔离戒毒所
- 黑龙江省伊春强制隔离戒毒所
- 黑龙江省戒毒强制隔离戒毒所
- 哈尔滨市长林子强制隔离戒毒所
- 哈尔滨市万家强制隔离戒毒所
- 哈尔滨市前进强制隔离戒毒所
- 哈尔滨市司法局劳动教养集训队
- 齐齐哈尔市强制隔离戒毒所
- 大庆市强制隔离戒毒所
- 鸡西市强制隔离戒毒所（鸡西市强制隔离戒毒所）
- 牡丹江市强制隔离戒毒所
- 佳木斯市强制隔离戒毒所
- 鹤岗市强制隔离戒毒所
- 双鸭山市强制隔离戒毒所
- 齐齐哈尔铁路强制隔离戒毒所

#### 黑龙江省公安厅
- 黑龙江省公安厅强制隔离戒毒所（黑龙江省公安厅戒毒康复中心）（设于黑龙江省公安厅安康医院）
- 黑龙江省公安厅安康医院
- 哈尔滨市公安局强制隔离戒毒所（哈尔滨市公安局戒毒康复中心）
- 齐齐哈尔市公安局强制隔离戒毒所（齐齐哈尔市公安局戒毒康复中心）
- 伊春市公安局强制隔离戒毒所
- 佳木斯市公安局强制隔离戒毒所

### 吉林省

#### 吉林省司法厅
吉林省监狱管理局
吉林省设有20个押犯单位（包括1个省监狱管理局分局，17个监狱，1个未成年犯管教所，1个监狱中心医院）（省属14个，地级市属6个）。
- 吉林省监狱管理局镇赉分局
  - 吉林省监狱管理局镇赉分局一监狱
  - 吉林省监狱管理局镇赉分局二监狱
  - 吉林省监狱管理局镇赉分局三监狱
  - 吉林省监狱管理局镇赉分局四监狱
  - 吉林省监狱管理局镇赉分局五监狱
  - 吉林省监狱管理局镇赉分局六监狱
  - 吉林省监狱管理局镇赉分局七监狱
- 吉林省长春监狱
- 吉林省长春北郊监狱
- 吉林省长春铁北监狱
- 吉林省长春兴业监狱
- 吉林省四平监狱
- 吉林省延吉监狱
- 吉林省公主岭监狱
- 吉林省吉林监狱
- 吉林省梅河监狱
- 吉林省敦化监狱
- 吉林省女子监狱
- 吉林省未成年犯管教所
- 吉林省监狱管理局中心医院
- 长春市净月监狱[7]
- 吉林市江城监狱
- 四平市英城监狱
- 辽源市监狱
- 通化市监狱
- 白城市监狱

吉林省戒毒管理局/吉林省戒毒管理局
吉林省设有13个强制隔离戒毒所（省属3个，地级市及自治州属10个）。
- 吉林省九台强制隔离戒毒所
- 吉林省女子强制隔离戒毒所
- 吉林省未成年劳动教养人员管理所
- 长春市奋进强制隔离戒毒所[7]
- 长春市朝阳沟强制隔离戒毒所[7]
- 长春市苇子沟强制隔离戒毒所[7]
- 辽源市强制隔离戒毒所
- 吉林市强制隔离戒毒所
- 松原市强制隔离戒毒所
- 白城市强制隔离戒毒所（白城市强制隔离戒毒所）
- 通化市强制隔离戒毒所
- 白山市强制隔离戒毒所
- 延边朝鲜族自治州强制隔离戒毒所

#### 吉林省公安厅
- 吉林省公安厅强制隔离戒毒所
- 吉林省公安厅安康医院
- 长春市公安局强制隔离戒毒所
- 吉林市公安局强制隔离戒毒所
- 白城市公安局强制隔离戒毒所
- 通化市公安局强制隔离戒毒所
- 延边朝鲜族自治州公安局强制隔离戒毒所

### 辽宁省

#### 辽宁省司法厅
辽宁省监狱管理局
- - 辽宁省沈阳新入监犯监狱
- 辽宁省监狱管理局沈阳分局
  - 辽宁省沈阳第一监狱
  - 辽宁省沈阳第二监狱
  - 辽宁省沈阳造化监狱
- 辽宁省监狱管理局凌源分局
  - 辽宁省凌源第一监狱
  - 辽宁省凌源第二监狱
  - 辽宁省凌源第三监狱
  - 辽宁省凌源第四监狱
  - 辽宁省凌源第五监狱
  - 辽宁省凌源第六监狱
  - 辽宁省监狱管理局凌源分局直属监区
  - 辽宁省监狱管理局凌源分局中心医院
- 辽宁省锦州监狱
  - 辽宁省锦州监狱医院
- 辽宁省康平监狱
- 辽宁省北宁监狱
- 辽宁省抚顺第一监狱
- 辽宁省抚顺第二监狱
- 辽宁省辽阳第一监狱
- 辽宁省辽阳第二监狱
- 辽宁省大连南关岭监狱
- 辽宁省铁岭监狱
- 辽宁省瓦房店监狱
- 辽宁省南台监狱
- 辽宁省女子监狱
- 辽宁省女子第二监狱
- 辽宁省未成年犯管教所
- 辽宁省监狱管理局熊岳疗养医院
- 辽宁省监狱管理局总医院[8]
- 沈阳市东陵监狱
- 鞍山市监狱
- 本溪市溪湖监狱
- 丹东市监狱
- 阜新市四合监狱
- 营口市监狱

辽宁省戒毒管理局/辽宁省戒毒管理局
- 辽宁省马三家强制隔离戒毒所
- 辽宁省关山子强制隔离戒毒所
- 辽宁省未成年劳动教养人员管理所
- 辽宁省强制隔离戒毒所
- 沈阳市尹家强制隔离戒毒所
- 沈阳市沈新强制隔离戒毒所
- 沈阳市龙山强制隔离戒毒所
- 沈阳市张士强制隔离戒毒所
- 大连市强制隔离戒毒所
- 大连市强制隔离戒毒所
- 鞍山市强制隔离戒毒所
- 本溪市威宁强制隔离戒毒所
- 朝阳市强制隔离戒毒所
- 丹东市强制隔离戒毒所
- 抚顺市强制隔离戒毒所
- 阜新市强制隔离戒毒所
- 葫芦岛市强制隔离戒毒所
- 锦州市强制隔离戒毒所
- 辽阳市强制隔离戒毒所
- 盘锦市强制隔离戒毒所
- 铁岭市强制隔离戒毒所
- 营口市强制隔离戒毒所

#### 辽宁省公安厅
- 辽宁省公安厅戒毒康复中心
- 沈阳市强制隔离戒毒所（设于沈阳市公安局安康医院）
- 大连市公安局强制隔离戒毒所（大连市公安局戒毒康复中心）（设于大连市公安局安康医院）
- 鞍山市公安局强制隔离戒毒所
- 本溪市公安局强制隔离戒毒所
- 丹东市公安局强制隔离戒毒所（与丹东市公安局禁毒支队合署办公）
- 抚顺市公安局强制隔离戒毒所
- 辽阳市公安局强制隔离戒毒所
- 盘锦市公安局强制隔离戒毒所
- 营口市公安局强制隔离戒毒所
- 沈阳市公安局安康医院
- 大连市公安局安康医院

### 山东省

#### 山东省司法厅
山东省监狱管理局
- 山东省监狱
- 山东省齐州监狱
- 山东省邹城监狱
- 山东省鲁西监狱
- 山东省鲁宁监狱
- 山东省郓州监狱（郓城煤矿）
- 山东省菏泽监狱
- 山东省聊城监狱
- 山东省德州监狱
- 山东省临沂监狱
- 山东省鲁南监狱
- 山东省滕州监狱
- 山东省微湖监狱
- 山东省运河监狱
- 山东省淄博监狱
- 山东省鲁中监狱
- 山东省潍坊监狱
- 山东省潍北监狱
- 山东省泰安监狱
- 山东省女子监狱
- 山东省未成年犯管教所
- 山东省新康监狱
- 青岛北墅监狱
- 济南监狱
- 任城监狱
- 湖西监狱
- 鲁北监狱
- 青岛监狱
- 枣庄监狱
- 烟台监狱
- 济宁监狱
- 威海监狱
- 第二女子监狱
- 济南第二监狱
- 历山监狱

山东省戒毒管理局/山东省戒毒管理局
- 山东省第一强制隔离戒毒所（山东省鲁中强制隔离戒毒所）
- 山东省第二强制隔离戒毒所
- 山东省第一女子强制隔离戒毒所（山东省女子强制隔离戒毒所）
- 山东省第二女子强制隔离戒毒所
- 山东省未成年劳动教养人员管理所
- 济南市强制隔离戒毒所
- 青岛市强制隔离戒毒所
- 济宁市强制隔离戒毒所
- 日照市强制隔离戒毒所
- 潍坊市强制隔离戒毒所
- 烟台市强制隔离戒毒所
- 枣庄市强制隔离戒毒所
- 淄博市强制隔离戒毒所

#### 山东省公安厅
- 山东省安康医院（济宁市精神病防治院，山东省（济宁）戒毒康复中心）
- 青岛市公安局强制隔离戒毒所（筹建）

### 河南省

#### 河南省司法厅
河南省监狱管理局
河南省设有35个押犯单位（包括33个监狱，2个未成年犯管教所）（省属25个，市属10个）
- 河南省第一监狱
- 河南省第二监狱
- 河南省第三监狱
- 河南省第四监狱
- 河南省新乡监狱
- 河南省洛阳监狱
- 河南省焦南监狱
- 河南省焦作监狱
- 河南省郑州监狱
- 河南省新郑监狱
- 河南省许昌监狱
- 河南省信阳监狱
- 河南省周口监狱
- 河南省三门峡监狱
- 河南省豫东监狱
- 河南省豫中监狱
- 河南省女子监狱
- 河南省郑州女子监狱
- 河南省郑州未成年犯管教所
- 河南省焦作未成年犯管教所
- 郑州市监狱
- 新乡市监狱
- 焦作市监狱
- 商丘市监狱
- 信阳市监狱
- 平顶山市监狱
- 安阳市监狱
- 洛阳市监狱
- 濮阳市监狱
- 驻马店市监狱

河南省戒毒管理局/河南省戒毒管理局
河南省设有20个强制隔离戒毒所（省属5个，市属15个）
- 河南省第二强制隔离戒毒所（河南省第二强制隔离戒毒所）
- 河南省第三强制隔离戒毒所
- 河南省女子强制隔离戒毒所
- 河南省未成年劳动教养人员管理所
- 河南省强制戒毒强制隔离戒毒所（河南省强制隔离戒毒所，河南省戒毒中心）
- 郑州市白庙强制隔离戒毒所
- 郑州市石佛强制隔离戒毒所
- 郑州市齐礼阎强制隔离戒毒所
- 安阳市强制隔离戒毒所
- 信阳市强制隔离戒毒所
- 开封市强制隔离戒毒所
- 洛阳市强制隔离戒毒所
- 洛阳市黄河桥强制隔离戒毒所
- 平顶山市强制隔离戒毒所
- 鹤壁市强制隔离戒毒所
- 新乡市强制隔离戒毒所
- 焦作市强制隔离戒毒所
- 濮阳市强制隔离戒毒所
- 商丘市强制隔离戒毒所
- 三门峡市强制隔离戒毒所

#### 河南省公安厅
- 郑州市公安局强制隔离戒毒所
- 开封市公安局强制隔离戒毒所
- 焦作市公安局强制隔离戒毒所
- 安阳市公安局强制隔离戒毒所
- 新乡市公安局强制隔离戒毒所
- 洛阳市公安局强制隔离戒毒所
- 灵宝市公安局强制隔离戒毒所
- 商丘市公安局强制隔离戒毒所
- 周口市公安局强制隔离戒毒所
- 许昌市公安局强制隔离戒毒所
- 信阳市公安局强制隔离戒毒所
- 平顶山市公安局强制隔离戒毒所
- 驻马店市公安局强制隔离戒毒所

### 安徽省

#### 安徽省司法厅
安徽省监狱管理局
安徽省设有19所押犯单位（含2个省监狱管理局分局，16所监狱，1所未成年犯管教所）（省属押犯单位16个，地级市属监狱3 所）
- 安徽省监狱管理局白湖分局
- 安徽省监狱管理局九成分局
- 安徽省巢湖监狱
- 安徽省铜陵监狱
- 安徽省宿州监狱
- 安徽省蚌埠监狱
- 安徽省马鞍山监狱
- 安徽省青山监狱
- 安徽省潜川监狱
- 安徽省安庆监狱
- 安徽省庐江监狱
- 安徽省合肥监狱
- 安徽省淝河监狱
- 安徽省蜀山监狱
- 安徽省女子监狱
- 安徽省未成年犯管教所
- 合肥市义城监狱
- 阜阳市九龙监狱
- 滁州市清流监狱

安徽省戒毒管理局/安徽省戒毒管理局
安徽省设有8个强制隔离戒毒所（含1个戒毒康复中心）（省属6所，地级市属2所）
- 安徽省南湖强制隔离戒毒所
- 安徽省宝丰强制隔离戒毒所
- 安徽省蚌埠强制隔离戒毒所
- 安徽省戒毒康复中心（安徽省强制隔离戒毒所）（设于安徽省南湖强制隔离戒毒所）
- 安徽省女子强制隔离戒毒所
- 安徽省未成年劳动教养人员管理所
- 合肥市强制隔离戒毒所
- 淮南市强制隔离戒毒所

#### 安徽省公安厅
- 合肥市强制隔离戒毒所（设于合肥市公安局安康医院）
- 芜湖市强制隔离戒毒所
- 淮南市强制隔离戒毒所
- 蚌埠市强制隔离戒毒所
- 马鞍山市强制隔离戒毒所
- 铜陵市强制隔离戒毒所
- 黄山市强制隔离戒毒所
- 临泉县强制隔离戒毒所
- 合肥市公安局安康医院

### 江苏省

#### 江苏省司法厅
江苏省监狱管理局
江苏省设有26所监狱（含未成年犯管教所）及1所省监狱管理局下属戒毒所。
- 江苏省南京监狱
- 江苏省镇江监狱
- 江苏省苏州监狱
- 江苏省徐州监狱
- 江苏省盐城监狱
- 江苏省连云港监狱
- 江苏省彭城监狱
- 江苏省洪泽湖监狱
- 江苏省宜兴监狱
- 江苏省常州监狱
- 江苏省溧阳监狱
- 江苏省丁山监狱
- 江苏省龙潭监狱
- 江苏省江宁监狱
- 江苏省金陵监狱
- 江苏省句容监狱
- 江苏省高淳监狱
- 江苏省浦口监狱
- 江苏省无锡监狱
- 江苏省南通监狱
- 江苏省通州监狱
- 江苏省边城监狱
- 江苏省南京女子监狱
- 江苏省南通女子监狱
- 江苏省未成年犯管教所
- 江苏省新康监狱
- 江苏省康新强制隔离戒毒所

江苏省戒毒管理局/江苏省戒毒管理局
江苏省设有7个强制隔离戒毒所（省属5所，地级市属2所），每所均加挂强制隔离戒毒所牌子
- 江苏省方强强制隔离戒毒所（江苏省方强强制隔离戒毒所）
- 江苏省东海强制隔离戒毒所（江苏省东海强制隔离戒毒所）
- 江苏省太湖强制隔离戒毒所（江苏省太湖强制隔离戒毒所）
- 江苏省句东强制隔离戒毒所（江苏省句东强制隔离戒毒所）
- 江苏省女子强制隔离戒毒所（江苏省女子强制隔离戒毒所）
- 南京市大连山强制隔离戒毒所（南京市大连山强制隔离戒毒所）
- 无锡市强制隔离戒毒所（无锡市强制隔离戒毒所）

#### 江苏省公安厅
- 南京市公安局强制隔离戒毒所（南京市公安局戒毒康复中心）
- 无锡市公安局强制隔离戒毒所
- 徐州市公安局强制隔离戒毒所
- 常州市公安局强制隔离戒毒所
- 苏州市公安局强制隔离戒毒所
- 南通市公安局强制隔离戒毒所
- 连云港市公安局强制隔离戒毒所
- 淮安市公安局强制隔离戒毒所
- 扬州市公安局强制隔离戒毒所
- 镇江市公安局强制隔离戒毒所
- 泰州市公安局强制隔离戒毒所
- 宿迁市公安局强制隔离戒毒所
- 南通市安康医院（筹建）

### 上海市

#### 上海市司法局
上海市监狱管理局
上海市设有12所监狱（含未成年犯管教所），以及1所监狱总医院
- 上海市新收犯监狱
- 上海市提篮桥监狱
- 上海市青浦监狱
- 上海市宝山监狱
- 上海市白茅岭监狱
- 上海市军天湖监狱
- 上海市五角场监狱
- 上海市北新泾监狱
- 上海市周浦监狱
- 上海市南汇监狱
- 上海市女子监狱
- 上海市未成年犯管教所
- 上海市监狱总医院

上海市戒毒管理局/上海市戒毒管理局
上海市设有8个强制隔离戒毒所，每所均加挂强制隔离戒毒所牌子。
- 上海市劳动教养收容所（上海市强制隔离戒毒收容所）
- 上海市第一强制隔离戒毒所（又称上海市上海农场）（上海市第一强制隔离戒毒所）
- 上海市第二强制隔离戒毒所（又称上海市川东农场）（上海市第二强制隔离戒毒所）
- 上海市第三强制隔离戒毒所（又称上海市青东农场）（上海市第三强制隔离戒毒所）
- 上海市第四强制隔离戒毒所（上海市第四强制隔离戒毒所）
- 上海市第五强制隔离戒毒所（上海市第五强制隔离戒毒所）
- 上海市女子强制隔离戒毒所（上海市女子强制隔离戒毒所）
- 上海市未成年劳动教养人员管理所（上海市未成年人强制隔离戒毒所）

#### 上海市公安局
- 上海市公安局强制隔离戒毒所
  - 上海市公安局强制隔离戒毒所海运分所
  - 上海市公安局强制隔离戒毒所青东分所
  - 上海市公安局强制隔离戒毒所川东分所
- 上海市公安局安康医院

### 浙江省

#### 浙江省司法厅
浙江省监狱管理局
浙江省设有21所监狱（含未成年犯管教所）（省属15所，地级市属6所），以及1所监狱中心医院。
- 浙江省第一监狱
  - 浙江省第一监狱医院
- 浙江省第二监狱
  - 浙江省第二监狱医院
- 浙江省第三监狱
  - 浙江省第三监狱医院
- 浙江省第四监狱
  - 浙江省第四监狱医院
- 浙江省第五监狱
  - 浙江省第五监狱医院
- 浙江省第六监狱
  - 浙江省第六监狱医院
- 浙江省金华监狱
  - 浙江省金华监狱医院
- 浙江省乔司监狱
  - 浙江省乔司监狱医院
- 浙江省南湖监狱
  - 浙江省南湖监狱医院
- 浙江省长湖监狱
  - 浙江省长湖监狱医院
- 浙江省十里坪监狱
  - 浙江省十里坪监狱医院
- 浙江省十里丰监狱
  - 浙江省十里丰监狱医院
- 浙江省临海监狱
- 浙江省女子监狱
  - 浙江省女子监狱医院
- 浙江省未成年犯管教所
  - 浙江省未成年犯管教所医院
- 浙江省监狱中心医院（浙江省青春医院）
- 杭州市西郊监狱
- 杭州市南郊监狱
- 杭州市东郊监狱
- 宁波市黄湖监狱
- 宁波市望春监狱
- 湖州市监狱

浙江省戒毒管理局/浙江省戒毒管理局
浙江省设有12个强制隔离戒毒所，6个强制隔离戒毒所（其中5所附设于强制隔离戒毒所）。（强制隔离戒毒所省属4所，地级市属8所；强制隔离戒毒所省属4所，地级市属2所）。
- 浙江省十里坪强制隔离戒毒所（浙江省十里坪强制隔离戒毒所）
- 浙江省莫干山强制隔离戒毒所（浙江省莫干山强制隔离戒毒所）
- 浙江省良渚强制隔离戒毒所（浙江省良渚强制隔离戒毒所）
- 浙江省未成年劳动教养人员管理所
- 浙江省强制隔离戒毒所
- 杭州市第一强制隔离戒毒所
- 杭州市第二强制隔离戒毒所
- 宁波市强制隔离戒毒所
- 温州市强制隔离戒毒所（温州市黄龙强制隔离戒毒所）
- 湖州市强制隔离戒毒所
- 嘉兴市强制隔离戒毒所
- 绍兴市强制隔离戒毒所
- 舟山市强制隔离戒毒所（舟山市强制隔离戒毒所）

#### 浙江省公安厅
- 杭州市强制隔离戒毒所
- 宁波市强制隔离戒毒所（宁波市戒毒康复中心）（设于宁波市安康医院）
- 温州市三垟强制隔离戒毒所（温州市戒毒康复中心）
- 湖州市强制隔离戒毒所
- 嘉兴市强制隔离戒毒所
- 乐清市强制隔离戒毒所
- 瑞安市强制隔离戒毒所
- 金华市强制隔离戒毒所（设于金华市公安局安康医院）
- 台州市强制隔离戒毒所
- 苍南县强制隔离戒毒所
- 绍兴县强制隔离戒毒所
- 杭州市公安局安康医院
- 金华市公安局安康医院
- 宁波市安康医院
- 绍兴市公安局安康医院

### 福建省

#### 福建省司法厅
福建省监狱管理局
福建省设有18所监狱（含1所未成年犯管教所），以及1所监狱中心医院。
- 福建省闽江监狱
- 福建省榕城监狱
- 福建省福州监狱
- 福建省仓山监狱
- 福建省福清监狱
- 福建省莆田监狱
- 福建省泉州监狱
- 福建省漳州监狱
- 福建省闽西监狱
- 福建省龙岩监狱
- 福建省永安监狱
- 福建省清流监狱
- 福建省建阳监狱
- 福建省武夷山监狱
- 福建省政和监狱
- 福建省宁德监狱
- 福建省女子监狱
- 福建省未成年犯管教所
- 福建省建新医院

福建省戒毒管理局/福建省戒毒管理局
福建省设有9个强制隔离戒毒所。
- 福建省福州强制隔离戒毒所（福建省福州戒毒康复中心，福建省福州女子戒毒康复中心）
- 福建省泉州强制隔离戒毒所
- 福建省漳州强制隔离戒毒所
- 福建省三明强制隔离戒毒所（福建省三明强制隔离戒毒所，福建省三明戒毒康复中心）
- 福建省厦门强制隔离戒毒所
- 福建省南平强制隔离戒毒所
- 福建省女子强制隔离戒毒所
- 福建省未成年劳动教养人员管理所
- 福建省强制戒毒强制隔离戒毒所

#### 福建省公安厅
- 福州市公安局强制隔离戒毒所
- 厦门市公安局强制隔离戒毒所（厦门市公安局戒毒康复中心）
- 莆田市公安局强制隔离戒毒所
- 三明市公安局强制隔离戒毒所
- 泉州市公安局强制隔离戒毒所
- 漳州市公安局强制隔离戒毒所（漳州市公安局戒毒康复中心）
- 南平市公安局强制隔离戒毒所
- 龙岩市公安局强制隔离戒毒所
- 宁德市公安局强制隔离戒毒所
- 福州市公安局安康医院

### 江西省

#### 江西省司法厅
江西省监狱管理局
江西省设有15所监狱（含1所未成年犯管教所）。
- 江西省南昌监狱
- 江西省赣州监狱
- 江西省洪城监狱
- 江西省景德镇监狱
- 江西省赣江监狱
- 江西省豫章监狱
- 江西省赣西监狱
- 江西省洪都监狱
- 江西省饶州监狱
- 江西省温圳监狱
- 江西省吉安监狱
- 江西省赣滨监狱（又名江西省滨湖农业科学研究所）
- 江西省女子监狱
- 江西省未成年犯管教所
- 江西省新康监狱

江西省戒毒管理局/江西省戒毒管理局
江西省设有7个强制隔离戒毒所（省属4所，地级市属3所）。
- 江西省第一强制隔离戒毒所
- 江西省第二强制隔离戒毒所
- 江西省强制戒毒强制隔离戒毒所（江西省强制隔离戒毒所）
- 江西省女子强制隔离戒毒所（江西省未成年劳动教养人员管理所）（江西省女子强制隔离戒毒所）
- 南昌市强制隔离戒毒所
- 九江市强制隔离戒毒所
- 景德镇市强制隔离戒毒所（景德镇市强制隔离戒毒所）

#### 江西省公安厅
- 南昌市公安局强制隔离戒毒所
- 萍乡市公安局强制隔离戒毒所（萍乡市公安局戒毒康复中心）
- 九江市公安局强制隔离戒毒所（九江市公安局戒毒康复中心）
- 新余市公安局强制隔离戒毒所
- 鹰潭市公安局强制隔离戒毒所
- 赣州市公安局强制隔离戒毒所
- 吉安市公安局强制隔离戒毒所
- 宜春市公安局强制隔离戒毒所
- 抚州市公安局强制隔离戒毒所
- 上饶市公安局强制隔离戒毒所

### 湖北省

#### 湖北省司法厅
湖北省监狱管理局
湖北省设有32个押犯单位（包括31个监狱，1个未成年犯管教所。其中湖北省沙洋监狱管理局下辖12个监狱。）
- 湖北省襄北监狱
- 湖北省襄南监狱
- 湖北省武昌监狱
- 湖北省荆州监狱
- 湖北省宜昌监狱
- 湖北省襄阳监狱
- 湖北省恩施监狱
- 湖北省琴断口监狱
- 湖北省汉阳监狱
- 湖北省蔡甸监狱
- 湖北省汉西监狱
- 湖北省洪山监狱
- 湖北省咸宁监狱
- 湖北省江北监狱
- 湖北省鄂东监狱
- 湖北省黄州监狱
- 湖北省黄石监狱
- 湖北省鄂州监狱
- 湖北省武汉女子监狱
- 湖北省未成年犯管教所
- 湖北省沙洋监狱管理局
  - 湖北省沙洋陈家山监狱
  - 湖北省沙洋范家台监狱
  - 湖北省沙洋荷花垸监狱
  - 湖北省沙洋汉津监狱
  - 湖北省沙洋广华监狱
  - 湖北省沙洋小江湖监狱
  - 湖北省沙洋熊望台监狱
  - 湖北省沙洋马良监狱
  - 湖北省沙洋漳湖垸监狱
  - 湖北省沙洋苗子湖监狱
  - 湖北省沙洋长林监狱
  - 湖北省沙洋平湖监狱[註 1]

湖北省戒毒管理局/湖北省戒毒管理局
湖北省设有18个强制隔离戒毒所，均加挂强制隔离戒毒所牌子。
- 湖北省沙洋强制隔离戒毒所（湖北省沙洋强制隔离戒毒所）
- 湖北省襄阳强制隔离戒毒所（湖北省襄阳强制隔离戒毒所）
- 湖北省女子强制隔离戒毒所（湖北省女子强制隔离戒毒所）
- 湖北省未成年人强制隔离戒毒所
- 湖北省狮子山戒毒强制隔离戒毒所（湖北省狮子山强制隔离戒毒所）
- 武汉市柏泉强制隔离戒毒所（武汉市柏泉强制隔离戒毒所）
- 武汉市何湾强制隔离戒毒所（武汉市何湾强制隔离戒毒所）
- 武汉市汉阳强制隔离戒毒所（武汉市汉阳强制隔离戒毒所）
- 武汉市汉南强制隔离戒毒所（武汉市汉南强制隔离戒毒所）
- 武汉市女子强制隔离戒毒所（武汉市女子强制隔离戒毒所）
- 咸宁市强制隔离戒毒所（咸宁市强制隔离戒毒所）
- 黄冈市强制隔离戒毒所（黄冈市强制隔离戒毒所）
- 宜昌市强制隔离戒毒所（宜昌市强制隔离戒毒所）
- 襄阳市强制隔离戒毒所（襄阳市强制隔离戒毒所）
- 孝感市强制隔离戒毒所（孝感市强制隔离戒毒所）
- 黄石市强制隔离戒毒所（黄石市强制隔离戒毒所）
- 十堰市强制隔离戒毒所（十堰市强制隔离戒毒所）
- 恩施土家族苗族自治州强制隔离戒毒所（恩施土家族苗族自治州强制隔离戒毒所）

#### 湖北省公安厅
- 武汉市公安局强制隔离戒毒所
- 十堰市公安局强制隔离戒毒所
- 荆州市公安局强制隔离戒毒所（荆州市公安局戒毒康复中心）
- 宜昌市公安局强制隔离戒毒所
- 襄阳市公安局强制隔离戒毒所
- 鄂州市公安局强制隔离戒毒所
- 荆门市公安局强制隔离戒毒所
- 黄冈市公安局强制隔离戒毒所
- 咸宁市公安局强制隔离戒毒所
- 恩施土家族苗族自治州公安局强制隔离戒毒所
- 武汉市公安局安康医院

### 湖南省

#### 湖南省司法厅
湖南省监狱管理局
湖南省设有27个押犯单位（包括26个监狱，1个未成年犯管教所）（省属19个，地级市及自治州属8个）
- 湖南省星城监狱
- 湖南省津市监狱（又名湖南省涔澹农场）
- 湖南省赤山监狱
- 湖南省永州监狱
- 湖南省怀化监狱
- 湖南省娄底监狱
- 湖南省德山监狱
- 湖南省岳阳监狱（又名湖南省建新农场）
- 湖南省茶陵监狱
- 湖南省湘南监狱（又名湖南省新生煤矿）
- 湖南省网岭监狱
- 湖南省长沙监狱
- 湖南省郴州监狱
- 湖南省东安监狱
- 湖南省雁北监狱
- 湖南省雁南监狱
- 湖南省女子监狱
- 湖南省未成年犯管教所
- 湖南省长康监狱（又名湖南省监狱总医院、湖南省监狱管理局疾病控制中心）
- 湖南省衡州监狱（又名湖南省新民农场，属衡阳市司法局管理）
- 湖南省坪塘监狱（属长沙市司法局管理）
- 湖南省武陵监狱（属常德市司法局管理）
- 湖南省吉首监狱（属湘西土家族苗族自治州司法局管理）
- 湖南省零陵监狱（属永州市司法局管理）
- 湖南省邵阳监狱（属邵阳市司法局管理）
- 湖南省桂阳监狱（属郴州市司法局管理）
- 湖南省张家界监狱（属张家界市司法局管理）

湖南省戒毒管理局/湖南省戒毒管理局
湖南省设有19个强制隔离戒毒所（省属5个，市及自治州属14个）。另设有1个戒毒康复所，属自愿戒毒所。
- 湖南省新开铺强制隔离戒毒所（湖南省新开铺强制隔离戒毒所）
- 湖南省白泥湖强制隔离戒毒所（湖南省白泥湖强制隔离戒毒所）
- 湖南省白泥湖戒毒康复所（属自愿戒毒所，非强制隔离戒毒）[20]
- 湖南省坪塘强制隔离戒毒所（湖南省坪塘强制隔离戒毒所）
- 湖南省白马垅强制隔离戒毒所（湖南省白马垅强制隔离戒毒所）
- 湖南省未成年劳动教养人员管理所（湖南省未成年人强制隔离戒毒所）
- 长沙市长桥强制隔离戒毒所（长沙市长桥强制隔离戒毒所）
- 长沙市星沙强制隔离戒毒所（长沙市星沙强制隔离戒毒所）
- 株洲市强制隔离戒毒所
- 湘潭市强制隔离戒毒所（湘潭市九华强制隔离戒毒所）
- 邵阳市强制隔离戒毒所（邵阳市五里牌强制隔离戒毒所）
- 衡阳市强制隔离戒毒所（衡阳市头塘强制隔离戒毒所）
- 岳阳市强制隔离戒毒所
- 常德市强制隔离戒毒所（常德市朱湖强制隔离戒毒所）
- 益阳市强制隔离戒毒所
- 郴州市强制隔离戒毒所
- 永州市强制隔离戒毒所（永州市长茅坪强制隔离戒毒所）
- 怀化市强制隔离戒毒所
- 娄底市强制隔离戒毒所（娄底市大科强制隔离戒毒所）
- 湘西土家族苗族自治州强制隔离戒毒所（湘西土家族苗族自治州强制隔离戒毒所）

#### 湖南省公安厅
- 湖南省公安厅（衡阳）戒毒康复中心
- 湖南省安康医院
- 长沙市公安局强制隔离戒毒所（长沙市公安局戒毒康复中心）
- 株洲市公安局强制隔离戒毒所
- 湘潭市公安局强制隔离戒毒所
- 衡阳市公安局强制隔离戒毒所
- 邵阳市公安局强制隔离戒毒所
- 岳阳市公安局强制隔离戒毒所
- 常德市公安局强制隔离戒毒所
- 张家界市公安局强制隔离戒毒所
- 益阳市公安局强制隔离戒毒所
- 郴州市公安局强制隔离戒毒所
- 永州市公安局强制隔离戒毒所
- 怀化市公安局强制隔离戒毒所
- 娄底市公安局强制隔离戒毒所
- 湘西土家族苗族自治州公安局强制隔离戒毒所
- 长江航运公安局强制隔离戒毒所
- 武汉铁路公安处强制隔离戒毒所

### 广东省

#### 广东省司法厅
广东省监狱管理局
广东省设有30个押犯单位（包括28个监狱，1个未成年犯管教所，1个监狱中心医院）（省属22个，地级市属4个）。
- 广东省广州监狱
- 广东省番禺监狱
- 广东省高明监狱
- 广东省四会监狱
- 广东省东莞监狱
- 广东省阳江监狱
- 广东省阳春监狱
- 广东省梅州监狱
- 广东省北江监狱
- 广东省韶关监狱
- 广东省武江监狱
- 广东省明康监狱
- 广东省乐昌监狱
- 广东省从化监狱
- 广东省广州花都监狱（属广州市司法局管理）
- 广东省广州新华监狱
- 广东省清远监狱
- 广东省揭阳监狱
- 广东省英德监狱
- 广东省河源监狱
- 广东省惠州监狱
- 广东省肇庆监狱
- 广东省女子监狱
- 广东省广州女子监狱
- 广东省未成年犯管教所
- 广东省监狱中心医院
- 广东省深圳监狱（属深圳市司法局管理）
- 广东省佛山监狱（属佛山市司法局管理）
- 广东省江门监狱（属江门市司法局管理）
- 广东省茂名监狱（2012年1月1日划归广东省监狱管理局管辖）

广东省戒毒管理局/广东省戒毒管理局
广东省设有32个强制隔离戒毒所（省属7个，地级市属25个）。另外设有1个省戒毒康复管理所；广州市另外设有1个法制教育管理所。
- 广东省三水强制隔离戒毒所（广东省三水强制隔离戒毒所）
- 广东省南丰强制隔离戒毒所（广东省南丰强制隔离戒毒所）
- 广东省增城强制隔离戒毒所（广东省增城强制隔离戒毒所）
- 广东省戒毒强制隔离戒毒所（广东省强制隔离戒毒所）
- 广东省第二戒毒强制隔离戒毒所（广东省第二强制隔离戒毒所）
- 广东省女子强制隔离戒毒所（广东省女子强制隔离戒毒所）
- 广东省未成年劳动教养人员管理所（广东省第三强制隔离戒毒所）
- 广东省三水戒毒康复管理所
- 广州市第一强制隔离戒毒所（广州市第一强制隔离戒毒所）
- 广州市第二强制隔离戒毒所（广州市第二强制隔离戒毒所）
- 广州市第三强制隔离戒毒所（广州市第三强制隔离戒毒所）
- 广州市岑村强制隔离戒毒所（广州市岑村强制隔离戒毒所）
- 广州市东坑强制隔离戒毒所（广州市东坑强制隔离戒毒所）
- 广州市槎头强制隔离戒毒所（广州市槎头强制隔离戒毒所）
- 广州市潭岗强制隔离戒毒所（广州市潭岗强制隔离戒毒所）
- 广州市戒毒强制隔离戒毒所（广州市第四强制隔离戒毒所）
- 广州市少年教养管理所（广州市第五强制隔离戒毒所）
- 广州市法制教育管理所
- 深圳市强制隔离戒毒所（深圳市强制隔离戒毒所）
- 深圳市第二强制隔离戒毒所（深圳市第二强制隔离戒毒所）
- 珠海市强制隔离戒毒所（珠海市强制隔离戒毒所）
- 汕头市强制隔离戒毒所（汕头市强制隔离戒毒所）
- 佛山市强制隔离戒毒所（佛山市强制隔离戒毒所）
- 江门市强制隔离戒毒所（江门市强制隔离戒毒所）
- 开平市戒毒强制隔离戒毒所（开平市强制隔离戒毒所）
- 韶关市强制隔离戒毒所（韶关市强制隔离戒毒所）
- 湛江市强制隔离戒毒所（湛江市戒毒康复管理所、湛江市第二强制隔离戒毒所）
- 湛江市戒毒强制隔离戒毒所（湛江市第一强制隔离戒毒所）
- 梅州市强制隔离戒毒所（梅州市强制隔离戒毒所）
- 韶关市强制隔离戒毒所（韶关市强制隔离戒毒所）
- 中山市强制隔离戒毒所（中山市强制隔离戒毒所）
- 肇庆市强制隔离戒毒所（肇庆市强制隔离戒毒所）
- 惠州市强制隔离戒毒所（惠州市强制隔离戒毒所）
- 汕尾市强制隔离戒毒所（汕尾市强制隔离戒毒所）

#### 广东省公安厅
- 广州市公安局强制隔离戒毒所
- 广州市公安局花都分局强制隔离戒毒所
- 广州市公安局白云分局强制隔离戒毒所
- 广州市公安局番禺分局强制隔离戒毒所
- 广州市公安局天河分局强制隔离戒毒所
- 广州市公安局海珠分局强制隔离戒毒所
- 增城市公安局强制隔离戒毒所
- 从化市公安局强制隔离戒毒所
- 深圳市公安局强制隔离戒毒所
- 深圳市公安局龙岗分局强制隔离戒毒所
- 深圳市公安局宝安分局强制隔离戒毒所
- 深圳市公安局南山分局强制隔离戒毒所
- 珠海市公安局第一强制隔离戒毒所
- 珠海市公安局第二强制隔离戒毒所
- 汕头市公安局强制隔离戒毒所
- 汕头市公安局潮阳分局强制隔离戒毒所
- 汕头市公安局澄海分局强制隔离戒毒所
- 韶关市公安局强制隔离戒毒所
- 佛山市公安局强制隔离戒毒所
- 佛山市公安局南海分局强制隔离戒毒所
- 佛山市公安局禅城分局强制隔离戒毒所
- 佛山市公安局顺德分局强制隔离戒毒所
- 江门市公安局强制隔离戒毒所
- 江门市公安局新会分局强制隔离戒毒所
- 恩平市公安局强制隔离戒毒所
- 台山市公安局强制隔离戒毒所
- 开平市公安局强制隔离戒毒所
- 鹤山市公安局强制隔离戒毒所
- 湛江市公安局强制隔离戒毒所
- 湛江市公安局赤坎分局强制隔离戒毒所
- 湛江市公安局霞山分局强制隔离戒毒所
- 吴川市公安局强制隔离戒毒所
- 廉江市公安局强制隔离戒毒所
- 雷州市公安局强制隔离戒毒所
- 遂溪县公安局强制隔离戒毒所
- 徐闻县公安局强制隔离戒毒所
- 茂名市公安局茂港分局强制隔离戒毒所
- 茂名市公安局茂南分局强制隔离戒毒所
- 高州市公安局强制隔离戒毒所
- 化州市公安局强制隔离戒毒所
- 信宜市公安局强制隔离戒毒所
- 电白县公安局强制隔离戒毒所
- 肇庆市公安局强制隔离戒毒所
- 四会市公安局强制隔离戒毒所
- 广宁县公安局强制隔离戒毒所
- 高要市公安机关强制隔离戒毒所
- 封开县公安局强制隔离戒毒所
- 德庆县公安局强制隔离戒毒所
- 惠州市公安局强制隔离戒毒所
- 惠州市公安局惠阳分局强制隔离戒毒所
- 梅州市公安局强制隔离戒毒所
- 汕尾市公安局强制隔离戒毒所
- 河源市公安局强制隔离戒毒所
- 阳江市公安局强制隔离戒毒所
- 阳江市公安局江城分局强制隔离戒毒所
- 阳春市公安局强制隔离戒毒所
- 阳西县公安局强制隔离戒毒所
- 阳东县公安局强制隔离戒毒所
- 清远市公安机关强制隔离戒毒所
- 清远市公安局清城分局强制隔离戒毒所
- 英德市公安局强制隔离戒毒所
- 佛冈县公安局强制隔离戒毒所
- 阳山县公安局强制隔离戒毒所
- 清新县公安局强制隔离戒毒所
- 东莞市公安局强制隔离戒毒所
- 中山市公安机关强制隔离戒毒所
- 潮州市公安机关强制隔离戒毒所
- 惠来县公安局强制隔离戒毒所
- 云浮市公安局强制隔离戒毒所
- 广州市安康医院
- 深圳市公安局监管医院（深圳市安康医院）
- 广州海运公安局强制隔离戒毒所

### 广西壮族自治区

#### 广西壮族自治区司法厅
广西壮族自治区监狱管理局
广西壮族自治区设有19个押犯单位（包括18个监狱，1个未成年犯管教所）
- 广西壮族自治区桂中监狱
- 广西壮族自治区南宁监狱
- 广西壮族自治区中渡监狱
- 广西壮族自治区贵港监狱
- 广西壮族自治区柳州监狱
- 广西壮族自治区黎塘监狱
- 广西壮族自治区柳城监狱
- 广西壮族自治区平南监狱
- 广西壮族自治区桐林监狱
- 广西壮族自治区钟山监狱
- 广西壮族自治区钦州监狱
- 广西壮族自治区鹿州监狱
- 广西壮族自治区北海监狱
- 广西壮族自治区罗城监狱
- 广西壮族自治区桂林监狱
- 广西壮族自治区英山监狱
- 广西壮族自治区女子监狱
- 广西壮族自治区未成年犯管教所
- 广西壮族自治区新康监狱

广西壮族自治区戒毒管理局/广西壮族自治区戒毒管理局
广西壮族自治区设有8个强制隔离戒毒所（省属7个，地级市属1个）
- 广西壮族自治区第一强制隔离戒毒所（广西南宁强制隔离戒毒所）
- 广西壮族自治区第二强制隔离戒毒所（广西柳州强制隔离戒毒所）
- 广西壮族自治区第四强制隔离戒毒所（广西桂林强制隔离戒毒所）
- 广西壮族自治区第五强制隔离戒毒所（广西桂林马鞍山强制隔离戒毒所）
- 广西壮族自治区戒毒强制隔离戒毒所（广西南宁罗文强制隔离戒毒所）
- 广西壮族自治区第二戒毒强制隔离戒毒所（广西北海强制隔离戒毒所，北海戒毒康复中心）
- 广西壮族自治区女子强制隔离戒毒所（广西女子强制隔离戒毒所）
- 玉林市强制隔离戒毒所（玉林市强制隔离戒毒所）

#### 广西壮族自治区公安厅
- 广西壮族自治区公安厅戒毒康复中心
- 南宁市公安局强制隔离戒毒所（南宁市戒毒康复中心）
- 南宁市公安局第二强制隔离戒毒所
- 上林县公安局强制隔离戒毒所
- 宾阳县公安局强制隔离戒毒所
- 横县公安局强制隔离戒毒所
- 柳州市公安局强制隔离戒毒所
- 柳江县公安局强制隔离戒毒所
- 柳城县公安局强制隔离戒毒所
- 鹿寨县公安局强制隔离戒毒所
- 融安县公安局强制隔离戒毒所
- 桂林市公安局强制隔离戒毒所
- 荔浦县公安局强制隔离戒毒所
- 平乐县公安局强制隔离戒毒所
- 梧州市公安局强制隔离戒毒所
- 岑溪市公安局强制隔离戒毒所
- 藤县公安局强制隔离戒毒所
- 蒙山县公安局强制隔离戒毒所
- 北海市公安局强制隔离戒毒所
- 合浦县公安局强制隔离戒毒所
- 防城港市公安局强制隔离戒毒所
- 钦州市公安局强制隔离戒毒所
- 灵山县公安局强制隔离戒毒所
- 浦北县公安局强制隔离戒毒所
- 贵港市公安局强制隔离戒毒所
- 桂平市公安局强制隔离戒毒所
- 平南县公安局强制隔离戒毒所
- 玉林市公安局强制隔离戒毒所
- 北流市公安局强制隔离戒毒所
- 容县公安局强制隔离戒毒所
- 陆川县公安局强制隔离戒毒所
- 博白县公安局强制隔离戒毒所
- 百色市公安局强制隔离戒毒所
- 德保县公安局强制隔离戒毒所
- 田阳县公安局强制隔离戒毒所
- 靖西县公安局强制隔离戒毒所
- 田东县公安局强制隔离戒毒所
- 贺州市公安局强制隔离戒毒所
- 河池市公安局强制隔离戒毒所
- 宜州市公安局强制隔离戒毒所
- 南丹县公安局强制隔离戒毒所
- 罗城县公安局强制隔离戒毒所
- 环江毛南族自治县公安局强制隔离戒毒所
- 来宾市公安局强制隔离戒毒所
- 崇左市公安局强制隔离戒毒所
- 崇左市公安局江州分局强制隔离戒毒所
- 凭祥市公安局强制隔离戒毒所（崇左市凭祥戒毒康复中心）
- 宁明县公安局强制隔离戒毒所
- 扶绥县公安局强制隔离戒毒所
- 龙州县公安局强制隔离戒毒所
- 大新县公安局强制隔离戒毒所

### 陕西省

#### 陕西省司法厅
陕西省监狱管理局
陕西省设有21个押犯单位
- 陕西省西安监狱
- 陕西省曲江监狱
- 陕西省雁塔监狱
- 陕西省渭南监狱
- 陕西省汉中监狱
- 陕西省商州监狱
- 陕西省崔家沟监狱
- 陕西省延安监狱
- 陕西省安康监狱
- 陕西省宝鸡监狱
- 陕西省华山监狱
- 陕西省杨凌监狱
- 陕西省马栏监狱
- 陕西省黄陵监狱
- 陕西省汉江监狱
- 陕西省榆林监狱
- 陕西省富平监狱
- 陕西省庄里监狱
- 陕西省韩城监狱
- 陕西省女子监狱
- 陕西省长安监狱（未成年犯管教所）

陕西省戒毒管理局/陕西省戒毒管理局
陕西省设有11个强制隔离戒毒所（省属9个，地级市属2个）。
- 陕西省虢镇强制隔离戒毒所（陕西省虢镇强制隔离戒毒所）
- 陕西省卤阳强制隔离戒毒所（陕西省卤阳强制隔离戒毒所）
- 陕西省新周强制隔离戒毒所（陕西省新周强制隔离戒毒所）
- 陕西省枣子河强制隔离戒毒所（陕西省枣子河强制隔离戒毒所）
- 陕西省汉中强制隔离戒毒所（陕西省汉中强制隔离戒毒所）
- 陕西省眉县强制隔离戒毒所（陕西省眉县强制隔离戒毒所）
- 陕西省榆林强制隔离戒毒所（陕西省榆林强制隔离戒毒所）
- 陕西省女子强制隔离戒毒所（陕西省女子强制隔离戒毒所）
- 陕西省戒毒强制隔离戒毒所（陕西省强制隔离戒毒所）
- 西安市强制隔离戒毒所
- 宝鸡市金河强制隔离戒毒所

#### 陕西省公安厅
- 陕西省公安厅戒毒康复中心
- 西安市公安局强制隔离戒毒所
- 铜川市后洞强制隔离戒毒所
- 宝鸡市公安局强制隔离戒毒所
- 咸阳市公安局强制隔离戒毒所（筹建）
- 延安市公安局强制隔离戒毒所
- 汉中市公安局汉台分局强制隔离戒毒所
- 渭南市公安局临渭分局强制隔离戒毒所
- 榆林市公安局强制隔离戒毒所
- 靖边县公安局强制隔离戒毒所
- 安康市公安局强制隔离戒毒所
- 商洛市公安局商州分局强制隔离戒毒所
- 西安市安康医院

### 甘肃省

#### 甘肃省司法厅
甘肃省监狱管理局
甘肃省设有16个押犯单位（包括15个监狱，1个未成年犯管教所）
- 甘肃省兰州监狱
- 甘肃省临夏监狱
- 甘肃省定西监狱
- 甘肃省武威监狱
- 甘肃省新桥监狱
- 甘肃省金昌监狱
- 甘肃省武都监狱
- 甘肃省酒泉监狱
- 甘肃省白银监狱
- 甘肃省永登监狱
- 甘肃省平凉监狱
- 甘肃省天祝监狱
- 甘肃省甘谷监狱
- 甘肃省天水监狱
- 甘肃省女子监狱
- 甘肃省未成年犯管教所
- 甘肃省监狱管理局兰州医院

甘肃省戒毒管理局/甘肃省戒毒管理局
甘肃省设有5个强制隔离戒毒所（省属4个，地级市属1个）。
- 甘肃省第一强制隔离戒毒所（甘肃省第一强制隔离戒毒所）
- 甘肃省第二强制隔离戒毒所（甘肃省第二强制隔离戒毒所）
- 甘肃省第三强制隔离戒毒所（甘肃省第三强制隔离戒毒所）
- 甘肃省女子强制隔离戒毒所（甘肃省女子强制隔离戒毒所）
- 兰州市强制隔离戒毒所

#### 甘肃省公安厅
- 兰州市强制隔离戒毒所（兰州市戒毒康复中心）
- 嘉峪关市强制隔离戒毒所
- 金昌市强制隔离戒毒所
- 天水市强制隔离戒毒所
- 武威市强制隔离戒毒所（武威市戒毒康复中心）
- 酒泉市强制隔离戒毒所
- 张掖市强制隔离戒毒所
- 张掖市甘州区公安局强制隔离戒毒所
- 庆阳市强制隔离戒毒所
- 平凉市公安局崆峒分局强制隔离戒毒所
- 定西市强制隔离戒毒所
- 临夏回族自治州强制隔离戒毒所（临夏回族自治州戒毒康复中心）
- 甘南藏族自治州强制隔离戒毒所
- 武威铁路公安处强制隔离戒毒所

### 宁夏回族自治区

#### 宁夏回族自治区司法厅
宁夏回族自治区监狱管理局
- 宁夏回族自治区银川监狱
- 宁夏回族自治区石嘴山监狱
- 宁夏回族自治区吴忠监狱
- 宁夏回族自治区固原监狱
- 宁夏回族自治区女子监狱
- 宁夏回族自治区未成年犯管教所

宁夏回族自治区戒毒管理局/宁夏回族自治区戒毒管理局
宁夏回族自治区设有3个强制隔离戒毒所，均加挂强制隔离戒毒所牌子。
- 宁夏回族自治区吴忠强制隔离戒毒所（宁夏自治区第一强制隔离戒毒所）
- 宁夏回族自治区银川强制隔离戒毒所（宁夏自治区第二强制隔离戒毒所）
- 宁夏回族自治区女子劳动教养少年教养管理所（宁夏回族治区第三强制隔离戒毒所）

#### 宁夏回族自治区公安厅
- 宁夏回族自治区公安厅戒毒康复中心
- 宁夏回族自治区公安厅安康医院
- 银川市公安局强制隔离戒毒所
- 石嘴山市公安局强制隔离戒毒所
- 吴忠市公安局强制隔离戒毒所（吴忠市戒毒康复中心）
- 固原市公安局强制隔离戒毒所
- 中卫市公安局强制隔离戒毒所

### 青海省

#### 青海省司法厅
青海省监狱管理局
青海省设有9个押犯单位（包括9个监狱，1个监狱中心医院）
- 青海省西宁监狱
- 青海省建新监狱（未成年犯管教所）
- 青海省东川监狱
- 青海省西川监狱
- 青海省门源监狱
- 青海省柴达木监狱
- 青海省女子监狱
- 青海省康宁监狱
- 青海省长宁监狱
- 青海红十字医院（青海省监狱管理局中心医院、青海省警官总医院、青海省监狱管理局疾病控制中心）

青海省戒毒管理局/青海省戒毒管理局
青海省设有3个强制隔离戒毒所。
- 青海省多巴强制隔离戒毒所（青海省多巴强制隔离戒毒所）
- 青海省女子戒毒强制隔离戒毒所（青海省少年教养管理所）（青海省女子强制隔离戒毒所）
- 青海省格尔木戒毒强制隔离戒毒所（青海省格尔木强制隔离戒毒所）

#### 青海省公安厅
- 青海省公安厅戒毒康复中心
- 西宁市公安局强制隔离戒毒所

### 新疆维吾尔自治区

#### 新疆维吾尔自治区司法厅
新疆维吾尔自治区监狱管理局
新疆维吾尔自治区设有23个押犯单位（包括20个监狱，3个未成年犯管教所）
- 新疆维吾尔自治区新收犯监狱
- 新疆维吾尔自治区第一监狱
- 新疆维吾尔自治区第二监狱
- 新疆维吾尔自治区第三监狱
- 新疆维吾尔自治区第四监狱
- 新疆维吾尔自治区第五监狱
- 新疆维吾尔自治区乌苏监狱
- 新疆维吾尔自治区沙雅监狱
- 新疆维吾尔自治区福海监狱
- 新疆维吾尔自治区阿克苏监狱
- 新疆维吾尔自治区于田监狱
- 新疆维吾尔自治区吐鲁番监狱
- 新疆维吾尔自治区喀什监狱
- 新疆维吾尔自治区库车监狱
- 新疆维吾尔自治区新源监狱
- 新疆维吾尔自治区巴楚监狱
- 新疆维吾尔自治区和田监狱
- 新疆维吾尔自治区巴音郭楞监狱
- 新疆维吾尔自治区昌吉监狱
- 新疆维吾尔自治区女子监狱
- 新疆维吾尔自治区乌鲁木齐未成年犯管教所
- 新疆维吾尔自治区伊犁未成年犯管教所
- 新疆维吾尔自治区喀什未成年犯管教所

新疆维吾尔自治区戒毒管理局/新疆维吾尔自治区戒毒管理局
新疆维吾尔自治区设有12个强制隔离戒毒所。
- 新疆维吾尔自治区乌鲁木齐强制隔离戒毒所（新疆维吾尔自治区乌鲁木齐强制隔离戒毒所，新疆西域阳光戒毒康复中心）
- 新疆维吾尔自治区昌吉强制隔离戒毒所（新疆维吾尔自治区昌吉强制隔离戒毒所）
- 新疆维吾尔自治区乌苏强制隔离戒毒所（新疆维吾尔自治区乌苏强制隔离戒毒所，新疆乌苏戒毒康复中心）
- 新疆维吾尔自治区吐鲁番强制隔离戒毒所（新疆维吾尔自治区吐鲁番强制隔离戒毒所，新疆吐鲁番戒毒康复中心）
- 新疆维吾尔自治区阿克苏强制隔离戒毒所（新疆维吾尔自治区阿克苏强制隔离戒毒所，新疆阿克苏戒毒康复中心）
- 新疆维吾尔自治区博乐强制隔离戒毒所（新疆维吾尔自治区博乐强制隔离戒毒所）
- 新疆维吾尔自治区伊宁强制隔离戒毒所（新疆维吾尔自治区伊宁强制隔离戒毒所，新疆伊宁戒毒康复中心）
- 新疆维吾尔自治区哈密强制隔离戒毒所（新疆维吾尔自治区哈密强制隔离戒毒所，新疆哈密戒毒康复中心）
- 新疆维吾尔自治区喀什强制隔离戒毒所（新疆维吾尔自治区喀什强制隔离戒毒所，新疆喀什阳光戒毒康复中心）
- 新疆维吾尔自治区乌鲁木齐女子强制隔离戒毒所（新疆维吾尔自治区乌鲁木齐女子强制隔离戒毒所，新疆女子戒毒康复中心）
- 新疆维吾尔自治区未成年劳动教养人员管理所（新疆维吾尔自治区未成年人强制隔离戒毒所）
- 新疆维吾尔自治区西湖戒毒强制隔离戒毒所（新疆维吾尔自治区西湖强制隔离戒毒所，新疆西湖戒毒康复中心，新疆西湖戒毒人员后续照管服务站—— “阳光家园”）

#### 新疆维吾尔自治区公安厅
- 乌鲁木齐市公安局强制隔离戒毒所
- 巴音郭楞蒙古自治州公安局强制隔离戒毒所
- 伊犁哈萨克自治州公安局强制隔离戒毒所（伊犁哈萨克自治州戒毒康复中心）
- 乌鲁木齐铁路公安局强制隔离戒毒所

### 新疆生产建设兵团

#### 新疆生产建设兵团监狱管理局
新疆生产建设兵团设有？个押犯单位（兵团直属？个监狱，农一师8个监狱，农二师4个监狱，农三师5个监狱，农六师3个监狱，农七师2个监狱，农八师4个监狱）。
- 新疆生产建设兵团西山监狱
- 新疆生产建设兵团农一师阿拉尔监狱
- 新疆生产建设兵团农一师花桥监狱
- 新疆生产建设兵团农一师南口监狱
- 新疆生产建设兵团农一师幸福城监狱
- 新疆生产建设兵团农一师新开岭监狱
- 新疆生产建设兵团农一师沙河监狱
- 新疆生产建设兵团农一师塔门监狱
- 新疆生产建设兵团农一师科克库勒监狱
- 新疆生产建设兵团农二师乌鲁克监狱
- 新疆生产建设兵团农二师库尔勒监狱
- 新疆生产建设兵团农二师米兰监狱
- 新疆生产建设兵团农二师且末监狱
- 新疆生产建设兵团农三师其盖麦旦监狱
- 新疆生产建设兵团农三师皮恰克松地监狱
- 新疆生产建设兵团农三师图木舒克监狱
- 新疆生产建设兵团农三师盖米里克监狱
- 新疆生产建设兵团农三师金墩监狱
- 新疆生产建设兵团农三师监狱管理局医院
- 新疆生产建设兵团农六师芳草湖监狱
- 新疆生产建设兵团农六师五家渠监狱
- 新疆生产建设兵团农六师新湖监狱
- 新疆生产建设兵团农七师奎屯监狱
- 新疆生产建设兵团农七师高泉监狱
- 新疆生产建设兵团农八师石河子监狱
- 新疆生产建设兵团农八师北野监狱
- 新疆生产建设兵团农八师新安监狱
- 新疆生产建设兵团农八师钟家庄监狱

#### 新疆生产建设兵团司法局
新疆生产建设兵团戒毒管理局
新疆生产建设兵团设有3个强制隔离戒毒所。均加挂强制隔离戒毒所牌子。
- 新疆生产建设兵团石河子强制隔离戒毒所（新疆生产建设兵团石河子强制隔离戒毒所）
- 新疆生产建设兵团金银川强制隔离戒毒所（新疆生产建设兵团金银川强制隔离戒毒所）
- 新疆生产建设兵团女子强制隔离戒毒所（新疆生产建设兵团女子强制隔离戒毒所）

#### 新疆生产建设兵团公安局
- 新疆生产建设兵团强制隔离戒毒所（设于新疆生产建设兵团公安安康医院）
- 新疆生产建设兵团公安安康医院（设于石河子绿洲医院）

### 西藏自治区

#### 西藏自治区司法厅
- 西藏自治区司法中心医院

西藏自治区监狱管理局
西藏自治区设有4个监狱，1个未成年犯管教所。
- 西藏自治区监狱
- 西藏自治区拉萨监狱
- 西藏自治区波密监狱
- 西藏自治区曲水监狱

- 西藏自治区未成年犯管教所

西藏自治区戒毒管理局/西藏自治区戒毒管理局
西藏自治区设有4个强制隔离戒毒所。
- 西藏自治区堆龙强制隔离戒毒所
- 西藏自治区阿里强制隔离戒毒所
- 西藏自治区昌都强制隔离戒毒所
- 西藏自治区日喀则强制隔离戒毒所

#### 西藏自治区公安厅
- 西藏自治区公安厅强制隔离戒毒所（西藏自治区公安厅戒毒康复中心）

### 重庆市

#### 重庆市司法局
重庆市监狱管理局
重庆市设有16个押犯单位（15个监狱，1个未成年犯管教所）
- 重庆市渝西监狱
- 重庆市渝都监狱
- 重庆市渝州监狱
- 重庆市永川监狱
- 重庆市垫江监狱
- 重庆市凤城监狱
- 重庆市南川监狱
- 重庆市三合监狱
- 重庆市三峡监狱
- 重庆市九龙监狱
- 重庆市涪陵监狱
- 重庆市女子监狱
- 重庆市长康监狱
- 重庆市武陵监狱
- 重庆市大坪监狱
- 重庆市未成年犯管教所

重庆市戒毒管理局/重庆市戒毒管理局
重庆市设有7个强制隔离戒毒所，1个新劳动教养人员转运站。另外设有1个戒毒康复中心。
- 重庆市新劳动教养人员转运站
- 重庆市北碚强制隔离戒毒所
- 重庆市女子强制隔离戒毒所
- 重庆市第二女子强制隔离戒毒所
- 重庆市未成年劳动教养人员管理所
- 重庆市劳动教养戒毒管理所
- 重庆市涪陵劳动教养戒毒管理所
- 重庆市万州劳动教养戒毒管理所
- 重庆市戒毒康复中心

#### 重庆市公安局
- 重庆市公安局强制隔离戒毒所
- 重庆市监狱医院（筹建）

### 四川省

#### 四川省司法厅
四川省监狱管理局
四川省设有35个押犯单位（包括34个监狱，1个未成年犯管教所）（省属34个，地级市属1个）
- 四川省巴中监狱
- 四川省锦江监狱
- 四川省嘉陵监狱
- 四川省绵阳监狱
- 四川省眉州监狱
- 四川省崇州监狱
- 四川省邛崃监狱
- 四川省荞窝监狱
- 四川省广元监狱
- 四川省雷马屏监狱
- 四川省德阳监狱
- 四川省川西监狱
- 四川省川北监狱
- 四川省川东监狱
- 四川省川中监狱
- 四川省阿坝监狱
- 四川省金堂监狱
- 四川省达州监狱
- 四川省甘孜监狱
- 四川省雅安监狱
- 四川省攀西监狱
- 四川省凉山监狱
- 四川省宜宾监狱
- 四川省汉王山监狱
- 四川省乐山监狱
- 四川省自贡监狱
- 四川省嘉州监狱
- 四川省邑州监狱
- 四川省成都病犯监狱（四川省监狱管理局疾病预防与控制指导中心）
- 四川省成都女子监狱
- 四川省女子监狱
- 四川省成都未成年犯管教所
- 四川省内江监狱
- 四川省大英监狱
- 南充市监狱

四川省戒毒管理局/四川省戒毒管理局
四川省设有8个强制隔离戒毒所。
- 四川省沙坪强制隔离戒毒所（四川省眉山强制隔离戒毒所）
- 四川省新华强制隔离戒毒所（四川省绵阳强制隔离戒毒所）
- 四川省大堰强制隔离戒毒所（四川省资阳强制隔离戒毒所）
- 四川省女子强制隔离戒毒所（四川省女子强制隔离戒毒所）
- 四川省成都强制隔离戒毒所
- 四川省未成年劳动教养人员管理所
- 攀枝花市强制隔离戒毒所（攀枝花市司法强制隔离戒毒所）
- 泸州市强制隔离戒毒所（泸州市强制隔离戒毒所）

#### 四川省公安厅
- 成都市公安局强制隔离戒毒所
- 自贡市公安局强制隔离戒毒所
- 攀枝花市公安局强制隔离戒毒所（攀枝花市公安局戒毒康复中心）
- 米易县公安局强制隔离戒毒所
- 泸州市公安局强制隔离戒毒所
- 德阳市公安局强制隔离戒毒所
- 绵阳市公安局强制隔离戒毒所
- 广元市公安局强制隔离戒毒所
- 遂宁市公安局强制隔离戒毒所
- 内江市公安局强制隔离戒毒所
- 乐山市公安局强制隔离戒毒所
- 峨眉山市公安局强制隔离戒毒所
- 南充市公安局强制隔离戒毒所
- 眉山市公安局强制隔离戒毒所
- 宜宾市公安局强制隔离戒毒所
- 广安市公安局强制隔离戒毒所
- 华蓥市公安局强制隔离戒毒所
- 邻水县公安局强制隔离戒毒所
- 武胜县公安局强制隔离戒毒所
- 达州市公安局强制隔离戒毒所
- 万源市公安局强制隔离戒毒所
- 雅安市公安局强制隔离戒毒所
- 巴中市公安局强制隔离戒毒所
- 资阳市公安局强制隔离戒毒所
- 简阳市公安局强制隔离戒毒所
- 安岳县公安局强制隔离戒毒所
- 阿坝藏族羌族自治州公安局强制隔离戒毒所
- 甘孜藏族自治州公安局强制隔离戒毒所
- 凉山彝族自治州公安局强制隔离戒毒所
- 西昌市公安局强制隔离戒毒所（西昌市公安局戒毒康复中心）
- 成都市公安局安康医院
- 德阳市安康医院

### 贵州省

#### 贵州省司法厅
贵州省监狱管理局
贵州省预计将设有27个押犯单位（包括25个监狱，1个未成年犯管教所，1个司法警察医院）
- 贵州省王武监狱
- 贵州省大洞口监狱
- 贵州省沙子哨监狱
- 贵州省羊艾监狱
- 贵州省金西监狱
- 贵州省白云监狱
- 贵州省遵义监狱
- 贵州省忠庄监狱
- 贵州省田沟监狱
- 贵州省安顺监狱
- 贵州省轿子山监狱
- 贵州省宁谷监狱
- 贵州省太平监狱
- 贵州省平坝监狱
- 贵州省都匀监狱
- 贵州省福泉监狱
- 贵州省瓮安监狱
- 贵州省北斗山监狱
- 贵州省桐州监狱
- 贵州省广顺监狱
- 贵州省凯里监狱
- 贵州省鱼洞监狱
- 贵州省东坡监狱
- 贵州省毕节监狱
- 贵州省铜仁监狱
- 贵州省大硐喇监狱
- 贵州省兴义监狱
- 贵州省普安监狱
- 贵州省晴隆监狱
- 贵州省海子监狱
- 贵州省金华监狱
- 贵州省丹寨监狱（准备裁撤）
- 贵州省松林监狱（准备裁撤）
- 贵州省六盘水监狱（准备兴建）
- 贵州省第一女子监狱
- 贵州省第二女子监狱
- 贵州省未成年犯管教所
- 贵州省司法警察医院

贵州省戒毒管理局/贵州省戒毒管理局
贵州省设有10个强制隔离戒毒所，均加挂强制隔离戒毒所牌子。
- 贵州省中八强制隔离戒毒所（贵州省中八强制隔离戒毒所）
- 贵州省安顺强制隔离戒毒所（贵州省安顺强制隔离戒毒所）
- 贵州省都匀强制隔离戒毒所（贵州省都匀强制隔离戒毒所）
- 贵州省六盘水强制隔离戒毒所（贵州省六盘水强制隔离戒毒所）
- 贵州省遵义强制隔离戒毒所（贵州省遵义强制隔离戒毒所）
- 贵州省毕节强制隔离戒毒所（贵州省毕节强制隔离戒毒所）
- 贵州省女子强制隔离戒毒所（贵州省女子强制隔离戒毒所）
- 贵州省未成年劳动教养人员管理所（贵州省未成年人强制隔离戒毒所）
- 贵州省黔东戒毒强制隔离戒毒所（贵州省黔东强制隔离戒毒所）
- 贵阳市三江强制隔离戒毒所（贵阳市三江强制隔离戒毒所，贵阳市三江戒毒康复中心）

#### 贵州省公安厅
- 贵州省戒毒康复中心
- 贵阳市公安强制隔离戒毒所（由以下7个机构组成）
  - 贵阳市公安局戒毒中心
  - 贵阳市公安局南明分局强制隔离戒毒所
  - 贵阳市公安局云岩分局强制隔离戒毒所
  - 贵阳市公安局白云分局强制隔离戒毒所
  - 贵阳市公安局小河分局强制隔离戒毒所
  - 清镇市公安局强制隔离戒毒所
  - 修文县公安局强制隔离戒毒所
- 六盘水市公安局强制隔离戒毒所
- 六枝特区公安局强制隔离戒毒所
- 盘县公安局戒毒康复中心（盘县公安局强制隔离戒毒所）
- 遵义市公安局强制隔离戒毒所
- 赤水市公安局强制隔离戒毒所
- 仁怀市公安局强制隔离戒毒所
- 习水县公安局强制隔离戒毒所
- 遵义县公安局强制隔离戒毒所
- 桐梓县公安局强制隔离戒毒所
- 安顺市公安局强制隔离戒毒所
- 安顺市公安局西秀分局强制隔离戒毒所
- 普定县公安局强制隔离戒毒所
- 平坝县公安局强制隔离戒毒所
- 镇宁布依族苗族自治县公安局强制隔离戒毒所
- 关岭布依族苗族自治县公安局强制隔离戒毒所
- 铜仁市公安局强制隔离戒毒所
- 江口县公安局强制隔离戒毒所
- 松桃苗族自治县公安局强制隔离戒毒所
- 毕节市公安局强制隔离戒毒所
- 黔西县公安局强制隔离戒毒所
- 大方县公安局强制隔离戒毒所
- 织金县公安局强制隔离戒毒所
- 金沙县公安局强制隔离戒毒所
- 赫章县公安局强制隔离戒毒所
- 纳雍县公安局强制隔离戒毒所
- 威宁彝族回族苗族自治县公安局强制隔离戒毒所
- 兴义市公安局强制隔离戒毒所
- 兴仁县公安局强制隔离戒毒所
- 黔东南苗族侗族自治州公安局强制隔离戒毒所
- 凯里市公安局强制隔离戒毒所
- 黔南布依族苗族自治州公安局强制隔离戒毒所
- 都匀市公安局强制隔离戒毒所
- 贵定县公安局强制隔离戒毒所
- 独山县公安局强制隔离戒毒所
- 翁安县公安局强制隔离戒毒所
- 平塘县公安局强制隔离戒毒所
- 龙里县公安局强制隔离戒毒所

### 云南省

#### 云南省司法厅
云南省监狱管理局
- 云南省第一监狱
- 云南省第二监狱
- 云南省第三监狱
- 云南省第四监狱
- 云南省昆明监狱
- 云南省五华监狱
- 云南省官渡监狱
- 云南省嵩明监狱
- 云南省杨林监狱
- 云南省宜良监狱
- 云南省安宁监狱
- 云南省小龙潭监狱
- 云南省建水监狱
- 云南省中安监狱
- 云南省曲靖监狱
- 云南省景洪监狱
- 云南省元江监狱
- 云南省玉溪监狱
- 云南省楚雄监狱
- 云南省大理监狱
- 云南省临沧监狱
- 云南省保山监狱
- 云南省普洱监狱
- 云南省丽江监狱
- 云南省文山监狱
- 云南省昭通监狱
- 云南省第一女子监狱
- 云南省第二女子监狱
- 云南省第三女子监狱
- 云南省未成年犯管教所
- 云南省监狱管理局中心医院

云南省戒毒管理局/云南省戒毒管理局
云南省设有14个强制隔离戒毒所（省属8个，地级市属6个）。
- 云南省第一强制隔离戒毒所（云南省第一强制隔离戒毒所）
- 云南省第二强制隔离戒毒所（云南省第二强制隔离戒毒所）
- 云南省第三强制隔离戒毒所（云南省第三强制隔离戒毒所）
- 云南省第四强制隔离戒毒所（云南省第四强制隔离戒毒所）
- 云南省第五强制隔离戒毒所（云南省第五强制隔离戒毒所）
- 云南省第六强制隔离戒毒所（云南省第六强制隔离戒毒所）
- 云南省女子强制隔离戒毒所（云南省女子强制隔离戒毒所）
- 云南省戒毒强制隔离戒毒所
- 昆明市强制隔离戒毒所（昆明市司法强制隔离戒毒所）
- 大理白族自治州强制隔离戒毒所（大理白族自治州强制隔离戒毒所）
- 西双版纳傣族自治州强制隔离戒毒所（西双版纳傣族自治州强制隔离戒毒所）
- 昭通市强制隔离戒毒所（昭通市强制隔离戒毒所）
- 曲靖市强制隔离戒毒所（曲靖市强制隔离戒毒所）
- 保山市强制隔离戒毒所（保山市强制隔离戒毒所）

#### 云南省公安厅
- 昆明市强制隔离戒毒所
  - 昆明市戒毒康复中心-和谐家园（非强制隔离戒毒场所）
- 昭通市公安局强制隔离戒毒所
- 曲靖市麒麟区强制隔离戒毒所
- 宣威市强制隔离戒毒所
- 陆良县强制隔离戒毒所
- 罗平县强制隔离戒毒所
- 会泽县强制隔离戒毒所
- 玉溪市强制隔离戒毒所
- 保山市隆阳区强制隔离戒毒所（保山市隆阳区戒毒康复中心）
- 腾冲县强制隔离戒毒所
- 楚雄市强制隔离戒毒所
- 个旧市强制隔离戒毒所
- 开远市强制隔离戒毒所
  - 开远市雨露社区（非强制隔离戒毒场所）
- 砚山县强制隔离戒毒所
- 广南县强制隔离戒毒所
- 普洱市强制隔离戒毒所
- 澜沧县强制隔离戒毒所
- 景洪市强制隔离戒毒所
- 大理市强制隔离戒毒所
- 德宏傣族景颇族自治州强制隔离戒毒所
- 瑞丽市强制隔离戒毒所
- 盈江县强制隔离戒毒所
- 陇川县强制隔离戒毒所
- 丽江市古城区强制隔离戒毒所
- 永胜县强制隔离戒毒所
- 泸水县强制隔离戒毒所
- 维西县强制隔离戒毒所
- 镇康县强制隔离戒毒所
- 耿马县强制隔离戒毒所
- 昆明铁路公安局强制隔离戒毒所

### 海南省

#### 海南省司法厅
- 海南省新康监狱（海南省司法医院）
- 海南省司法厅仁兴强制隔离戒毒所

海南省监狱管理局

- 海南省海口监狱
- 海南省琼山监狱
- 海南省美兰监狱
- 海南省三亚监狱
- 海南省乐东监狱
- 海南省三江监狱
- 海南省新成监狱

海南省戒毒管理局/海南省戒毒管理局
- 海南省琼山强制隔离戒毒所
- 海南省府城强制隔离戒毒所
- 海南省三亚强制隔离戒毒所
- 海南省美兰强制隔离戒毒所
- 海口市罗牛山强制隔离戒毒所

#### 海南省公安厅
- 海南省公安厅强制隔离戒毒所
- 海南省公安厅收容教育所（海南省女子强制隔离戒毒所）
- 海南省公安厅安康医院
- 海口市公安局强制隔离戒毒所
- 海口市琼山区戒毒康复基地
- 海口市龙华区戒毒康复基地
- 海口市美兰区戒毒康复基地
- 海口市秀英区戒毒康复基地
- 三亚市戒毒康复农场（三亚市公安局强制隔离戒毒所）
- 琼海市戒毒康复农场（琼海市公安局强制隔离戒毒所）
- 万宁市戒毒康复农场（万宁市公安局强制隔离戒毒所）
- 文昌市戒毒康复农场（文昌市公安局强制隔离戒毒所）
- 东方市公安局强制隔离戒毒所
- 儋州市公安局强制隔离戒毒所
- 五指山市公安局强制隔离戒毒所
- 临高县戒毒康复农场（临高县公安局强制隔离戒毒所）
- 澄迈县戒毒康复农场（澄迈县公安局强制隔离戒毒所）
- 定安县公安局强制隔离戒毒所
- 屯昌县公安局强制隔离戒毒所
- 陵水黎族自治县戒毒康复农场（陵水黎族自治县公安局强制隔离戒毒所）
- 乐东黎族自治县戒毒康复农场（乐东黎族自治县公安局强制隔离戒毒所）
- 白沙黎族自治县公安局强制隔离戒毒所
- 昌江黎族自治县公安局强制隔离戒毒所

### 香港特别行政区

#### 懲教署
香港懲教署負責管理23間懲教院所，包括各監獄、懲教所、教導所、勞教中心、戒毒所、更生中心、越南非法入境者羈留中心和精神病治療中心。懲教署亦為釋囚提供中途宿舍宿舍服務。
高度設防
- 荔枝角收押所
- 壁屋懲教所
- 石壁監獄
- 小欖精神病治療中心
- 赤柱監獄
- 大欖女懲教所

中度設防
- 喜靈洲懲教所
- 羅湖懲教所
- 白沙灣懲教所
- 塘福懲教所

低度設防
- 歌連臣角懲教所
- 喜靈洲戒毒所
- 勵顧懲教所
- 勵敬懲教所
- 勵新懲教所
- 馬坑監獄
- 壁屋監獄
- 沙咀懲教所
- 大欖懲教所
- 東頭懲教所

更生中心（均属低度設防）
- 芝蘭更生中心
- 勵志更生中心
- 勵行更生中心
- 蕙蘭更生中心

中途宿舍
- 紫荊樓
- 百勤樓
- 豐力樓

越南非法入境者羈留中心
- 青洲羈押中心（暫時關閉）

### 澳门特别行政区

#### 保安司
- 懲教管理局